# Likarske (Postolne), Sumî
Likarske (în ucraineană Лікарське) este un sat în comuna Postolne din raionul Sumî, regiunea Sumî, Ucraina.

## Demografie
Componența lingvistică a localității Likarske
     Ucraineană (96,2%)
     Rusă (3,8%)
Conform recensământului din 2001, majoritatea populației localității Likarske era vorbitoare de ucraineană (96,2%), existând în minoritate și vorbitori de rusă (3,8%).